# Salicornia praecox
Salicornia praecox är en amarantväxtart som beskrevs av Auguste Jean Baptiste Chevalier. Salicornia praecox ingår i släktet glasörter, och familjen amarantväxter. Inga underarter finns listade i Catalogue of Life.